# Guêpier gris-rose
Merops malimbicus
Espèce
Statut de conservation UICN

 LC  : Préoccupation mineure
Le Guêpier gris-rose (Merops malimbicus) est une espèce d'oiseaux de la famille des Meropidae.
Cet oiseau vit au Nigeria et en Afrique centrale.